# Synavea rusticola
Synavea rusticola är en insektsart som först beskrevs av Van Stalle 1984.  Synavea rusticola ingår i släktet Synavea och familjen Derbidae. Inga underarter finns listade i Catalogue of Life.